# Cockburn Tower
Cockburn Tower ist eine kleine Burgruine am Südhang des Cockburn Law in der schottischen Grafschaft Berwickshire (heute Teil der Council Area Scottish Borders). Von dem einst befestigten Haus über dem Whiteadder Water ist heute nur wenig mehr als die Fundamente der Außenmauern erhalten. Die Fundamente des ehemaligen Wohnturms folgen nach einem Bericht aus dem Jahre 1980 einer grob quadratischen Form von 12,8 Metern × 11,6 Metern.
Das Land um den Cockburn Tower gehörte Anfang des 15. Jahrhunderts der mächtigen Familie Dunbar. 1425 vermachte Sir David de Dunbar of Cockburn, Bruder des unglücklichen 11. und letzten Earl of Dunbar and March, dieses Land seiner Tochter Marjorie oder Margaret anlässlich ihrer Heirat mit Alexander Lindsay, 2. Earl of Crawford. Um 1527 kaufte William Cockburn dieses Land von Alexander Lindsay, 4. Earl of Crawford. William Cockburn war der zweite Sohn von Sir William Cockburn, Baron of Langton, der 1513 in der Schlacht von Flodden Field fiel. Von 1527 bis 1698 war Cockburn Tower der Sitz der Familie Cockburn dieser Linie. Aber 1696 wurde der Wohnturm und das umgebende Land versteigert, um die Schulden von Sir James Cockburn, 1. Baronet, zu bezahlen. Es scheint, dass der Wohnturm danach nicht mehr bewohnt wurde, und 1820 war er bereits eine Ruine ohne Dach, auch wenn große Teile der Mauern noch standen. Wahrscheinlich wurde ein großer Teil der Bausteine von Cockburn Tower zum Bau des Bauernhauses und der Nebengebäude der nahegelegenen Cockburn Farm verwendet.